# Boudjima
Boudjima (în arabă بوجيمئة) este o comună din provincia Tizi Ouzou, Algeria.
Populația comunei este de 15.628 de locuitori (2008).